# N906iL onefone
FOMA N906iL onefone（フォーマ・エヌ きゅう まる ろく アイ エル ワンフォン）は、日本電気 (NEC) によって開発された、NTTドコモの第三世代携帯電話 (FOMA) 端末である。

## 概要
- N905iをベースにした回転2軸型端末。家庭用ブロードバンド回線を利用し下り最大54Mbpsの高速パケット通信サービスの「ホームU」に対応した初のモデル。過去のドコモのNEC製の無線LAN内蔵携帯電話である、N900iLとN902iLは法人用として販売され、個人ユーザーには販売されてこなかったが、本機は通常の端末と同様に、個人ユーザー向けにも販売される。法人用としては、モバイルIPセントレックスサービスであるビジネスmoperaIPセントレックスとPASSAGE DUPLEに対応する。

- IEEE 802.11a/b/g対応の無線LANを内蔵。これを使って「ホームU」や企業IP内線サービスを使う事ができる。企業IP内線として使用する時も、無線LAN上でのデータ／音声の併用もできる。
- N905iがベースであるが、ワンセグが省かれ、カメラは約200万画素になっている。
- microSDHCカードには、公式には対応していない。
- Mzoneといった公衆無線LANでのデータ通信も可能だがiモード公式サイトやiモードメールを利用する際はFOMA網を使う必要がある。

| 主な対応サービス           | 主な対応サービス                    | 主な対応サービス         | 主な対応サービス                                     |
| -------------------------- | ----------------------------------- | ------------------------ | ---------------------------------------------------- |
| DCMX／おサイフケータイ     | うた・ホーダイ                      | 着うたフル／着うた       | デジタルオーディオプレーヤー(WMA)(AAC)(SDオーディオ) |
| 直感ゲーム／メガiアプリ    | Music&Videoチャネル／ビデオクリップ | GSM／3Gローミング        | プッシュトーク                                       |
| FOMAハイスピード           | GPS／ケータイお探し                 | デコメール／デコメ絵文字 | iチャネル                                            |
| 着もじ                     | テレビ電話／キャラ電                | 電話帳お預かりサービス   | フルブラウザ                                         |
| おまかせロック／バイオ認証 | 外部メモリーへiモードコンテンツ移行 | トルカ                   | iC通信／iCお引越しサービス                           |
| きせかえツール／マチキャラ | バーコードリーダ／名刺リーダ        | 2in1※                    | エリアメール                                         |

※BモードのメールはWebメールとなる。

### プリインストールiアプリ
- 絶対視覚
- 海外旅行便利ツール
- モバイルGoogleマップ
- 日英版しゃべって翻訳 for N
- 日中版しゃべって翻訳 for N
- 地図アプリ
- Gガイド番組表リモコン
- iD設定アプリ
- DCMXクレジットアプリ
- iアプリバンキング
- 楽オク出品アプリ2
- FOMA通信環境確認アプリ

## 歴史
- 2008年2月21日 - 技術基準適合証明 (TELEC) 通過
- 2008年2月29日 - 電気通信端末機器審査協会 (JATE)通過
- 2008年4月1日 - 連邦通信委員会 (FCC) 通過
- 2008年5月7日 - Wi-Fi certification 取得 - Standard IEEE a/b/g, WPA/WPA2(EAP-TLS, PEAPv0/EAP-MSCHAPv2, PEAPv1/EAP-GTC), WMM/WMM Power Save, Wi-Fi Protected Setup(PIN, PBC), CWG RF
- 2008年5月27日 - F906i・F706i・N906i・N906iμ・N906iL onefone・N706i・N706ie・P906i・P706ie・P706iμ・SH906i・SH906iTV・SH706i・SH706ie・SH706iw・SO906i・SO706i・L706ie・NM706iの開発が発表。
- 2008年6月19日 - 発売開始

## 不具合
2008年7月23日に以下の不具合の修正がソフトウェアの更新でなされた。
- iモード利用中に、特定の操作のタイミングによって、電源が再起動する場合がある

2008年9月10日に以下の不具合の修正がソフトウェアの更新でなされた。
- GPRSローミングエリア（海外）でのiモード接続時に、電源が再起動する場合がある

2009年6月9日に以下の不具合の修正と変更がソフトウェアの更新でなされた。
- メール機能で特定の操作をすると電源リセットする場合がある
- 無線LAN環境での音声通話中に特定操作を行うと、プッシュ（トーン）信号での遠隔制御ができない場合がある
- 特定の環境下において、電池の持ちが悪くなる場合がある
- 海外の一部地域で、地域特性により通話や通信できない場合があったが、サービスを利用できるように品質を改善

## 機能詳細
- 無線LAN - IEEE 802.11a/b/g準拠 最大54Mbps。WMM。802.1x、WEP、WPA/WPA2、WPA2、WPA-PSK/WPA2-PSK、WPA2-PSK。WPS
- フルブラウザ - 最大1.2MB/page。WMV、Flash8、FLV、5つ対応タブブラウザ(ワンタッチマルチウィンドウ)
- WLANブラウザ - iモードネットワークを経由しないブラウザ
- ホームU - VoIP/iモード